# Die Rückkehr von Tommy Tricker
Die Rückkehr von Tommy Tricker (auch Tommy Tricker – Die Rückkehr) ist ein kanadischer Fantasy- und Abenteuerfilm aus dem Jahr 1994. Er ist die Fortsetzung des Films Tommy Tricker und das Geheimnis der Briefmarken aus dem Jahr 1988 an dessen Handlung der zweite Teil unmittelbar anknüpft. Genauso wie der Vorgänger war an dessen Fortsetzung der australische Filmemacher Michael Rubbo als Drehbuchautor und Regisseur beteiligt.

## Handlung
Durch einen Zufall entdecken die Freunde Ralph, Albert und Ralphs Schwester Nancy den verschwundenen Charles Merryweather: Dieser ist auf dem Bild eines Segelbootes auf einer Briefmarke aus dem Jahr 1913 gefangen. Die Kinder entschließen sich den Reisenden zu befreien, doch kommt ihnen Tommy Tricker zuvor. Er klaut ihnen die wertvolle Briefmarke aus dem Album, um Charles selbst und publicityträchtig zu befreien. Nur durch List können die Freunde die begehrte Briefmarke wieder zurückgewinnen, um sodann den Briefmarken-Reisenden zu befreien. Zu ihrer Überraschung gibt die Marke jedoch nicht Charles, sondern dessen Schwester Molly frei. Sie erzählt den Freunden, dass sie auf der Reise nach London wäre, um dort ihren kranken Bruder zu finden. Mit der Hilfe eines Zauberpfeils wollen die Kinder bestimmen, wer Molly nach England begleiten wird. Die Wahl fällt auf Tommy, der schließlich zum Begleiter von Molly auf deren gefahrenvoller Reise bestimmt wird. Gemeinsam reisen die beiden in den entlegensten Teil der Erde, wo sie nicht nur Mollys Bruder, sondern auch die wahre Zauberkraft der Briefmarken kennenlernen.

## Hintergrund
Trotz des Erfolges von Tommy Tricker und das Geheimnis der Briefmarken (1988) in Kanada dauerte es sechs Jahre bis Michael Rubbo die Fortsetzung erstellte. Die Rollen des ersten Teils wurden dabei beibehalten, während die Schauspieler vollständig ausgetauscht wurden.
Die deutsche Erstaufführung war am 5. März 1995 auf Premiere.

## Kritik
Cinema beurteilt den Film als „Klasse Fortsetzung von Tommy Tricker und die Briefmarkenbande“